# 熊本県道34号松島馬場線
熊本県道34号松島馬場線（くまもとけんどう34ごう まつしまばばせん）は、熊本県上天草市から天草市に至る県道（主要地方道）である。

## 概要
上天草市松島町今泉から天草市栖本町馬場に至る。
天草上島のほぼ中央を東西に横断する。上天草市松島町今泉から松島町内野河内までの区間と天草市栖本町湯船原付近の区間はすれ違いが困難な狭隘な区間となっている。

### 路線データ
- 起点：上天草市松島町今泉（国道324号交点）
- 終点：天草市栖本町馬場（国道266号交点）

## 歴史
- 1960年（昭和35年） - 熊本県道45号本渡三角線として路線認定される。
- 1967年（昭和42年） - 1972年（昭和47年）頃 - 県道本渡三角線の整理番号が107となる。
- 1976年（昭和51年） - 県道本渡三角線の一部区間が、主要地方道松島馬場線に指定される。
- 1977年（昭和52年） - 前年の主要地方道指定に伴い、熊本県道34号松島馬場線が路線認定される（熊本県道107号本渡三角線は廃止）。
- 1993年（平成5年）5月11日 - 建設省から、県道松島馬場線が松島馬場線として主要地方道に再指定される[1]。

## 路線状況

### 重複区間
- 熊本県道277号姫戸港教良木線（上天草市松島町内野河内 - 上天草市松島町教良木）
- 熊本県道59号有明倉岳線（上天草市松島町教良木）

## 地理

### 通過する自治体
- 上天草市
- 天草市

### 交差する道路
| 交差する道路                                                                 | 市町村名 | 交差する場所   | 交差する場所 |
| ---------------------------------------------------------------------------- | -------- | -------------- | ------------ |
| 国道324号                                                                    | 上天草市 | 松島町今泉     | 起点         |
| 熊本県道277号姫戸港教良木線 重複区間起点                                     | 上天草市 | 松島町内野河内 |              |
| 熊本県道290号教良木知十港線                                                  | 上天草市 | 松島町内野河内 |              |
| 熊本県道59号有明倉岳線 重複区間起点 熊本県道277号姫戸港教良木線 重複区間終点 | 上天草市 | 松島町教良木   |              |
| 熊本県道59号有明倉岳線 重複区間終点                                          | 上天草市 | 松島町教良木   |              |
| 熊本県道282号河内上津浦港線                                                  | 天草市   | 栖本町河内     |              |
| 国道266号                                                                    | 天草市   | 栖本町馬場     | 終点         |

### 沿線
- 小鳥越
- 上天草市役所 教良木河内出張所
- 上天草市立教良木小学校
- 教良木ダム
- 天草市役所 栖本支所
- 天草市立栖本小学校
- 天草市立栖本中学校